# سید مقصود هاشمی
سید مقصود هاشمی (انگلیسی: Sayed Maqsood Hashemi؛ زادهٔ ۱ ژانویهٔ ۱۹۸۴) بازیکن فوتبال اهل افغانستان بود.